# Nguyễn Thị Lộ
Nguyễn Thị Lộ (chữ Hán: 阮氏路; 1400 (?) – 1442), là một nữ quan triều Lê sơ và là người vợ lẽ của Nguyễn Trãi, một danh nhân nổi tiếng trong lịch sử Việt Nam.
Tên tuổi bà từ lâu đã gắn liền với vụ thảm án Lệ Chi Viên xảy ra vào năm Nhâm Tuất (1442), dẫn đến cái chết của vợ chồng bà và cái án tru di tam tộc cho dòng họ Nguyễn Trãi.

## Cuộc đời
Chưa có nhiều tài liệu rõ ràng về xuất thân của bà. Bà được cho là sinh tại làng Hải Hồ (sau đổi là làng Hải Triều, tục gọi làng Hới), tổng Thanh Triều, huyện Ngự Thiên, phủ Long Hưng (nay thuộc xã Tân Lễ, huyện Hưng Hà, tỉnh Thái Bình). Về năm sinh của bà, có hai giả thiết giữa năm 1400 và 1390.
Cha bà là Nguyễn Mỗ, làm nghề thầy thuốc. Nhờ tư chất thông minh, lại được cha cho đi học, nên bà sớm thông hiểu các kinh sách và lại biết làm thơ. Ngoài ra, bà còn nổi tiếng là một người xinh đẹp.

### Làm vợ thứ Nguyễn Trãi
Sau khi cha đi phu bị quân Minh giết chết, bà cùng mẹ tần tảo nuôi dạy các em. Trong một lần lên kinh thành Thăng Long bán chiếu (làng Hới có nghề dệt chiếu nổi tiếng), Nguyễn Thị Lộ đã gặp Nguyễn Trãi, rồi trở thành vợ thứ của vị quan này.
Sách Lịch triều hiến chương loại chí của Phan Huy Chú chép:
Ông (Nguyễn Trãi) lúc nhỏ đi đường gặp nàng ở Vũ Lăng, yêu về tài sắc mới lấy làm vợ.
Lời chép khá mơ hồ khiến về sau này đã nảy ra không ít những lời đồn đoán về thời điểm Nguyễn Trãi gặp gỡ Nguyễn Thị Lộ, rồi cưới bà làm vợ thứ. Theo tài liệu Đất và Người Thái Bình, thì trong một lần lên kinh thành bán chiếu bà đã gặp Nguyễn Trãi, rồi trở thành người bạn đời của ông, rồi cùng vào Lam Sơn tụ nghĩa dưới ngọn cờ của thủ lĩnh Lê Lợi. Tại đây, bà làm thầy dạy con em các thủ lĩnh và là trợ thủ đắc lực cho chồng trong mọi công việc . Tuy nhiên, thông tin này không thấy chép trong sử cũ.
Cuối năm 1427, cuộc khởi nghĩa Lam Sơn toàn thắng. Sang năm 1428, thủ lĩnh Lê Lợi lên ngôi vua (tức Lê Thái Tổ), thì Nguyễn Trãi được phong tước hầu. Nhưng rồi sau khi được vua Lê ghé thăm và đòi thị tẩm, dẫn đến việc qua đời đột ngột (thời nay gọi là "thượng mã phong") và thêm nhiều mâu thuẫn dẫn đến việc sát hại công thần (Trần Nguyên Hãn, Phạm Văn Xảo), bản thân Nguyễn Trãi cũng bị bắt giam (dẫn đến thảm án Lệ Chi Viên sau này). Tuy sau đó, ông được tha nhưng không còn được tin dùng như trước.

### Làm Lễ nghi học sĩ
Năm 1433, Lê Thái Tổ mất, thái tử Nguyên Long lên nối ngôi, tức là Lê Thái Tông. Nghe tiếng Nguyễn Thị Lộ, nhà vua cho vời bà vào cung ban chức Lễ nghi học sĩ (禮儀學士), phụng chỉ để dạy dỗ cung nữ. Sử thần Phan Huy Chú chép:
"Khi ông (Nguyễn Trãi) lo việc nước, những chiếu thư, từ mệnh (Nguyễn Thị Lộ) đều được dự nhuận sắc. Thái Tông nghe tiếng, vời nàng về hầu cho làm Lễ nghi học sĩ" .
Ở cương vị này, bà đã hoàn thành xuất sắc nhiệm vụ, được sử thần nhà Lê là Vũ Quỳnh khen là: "Thị Lộ đã cảm hóa được Lê Thái Tông, thuyết phục vua chăm chỉ đèn sách, lại giúp vua nhiều ý kiến để sửa trị nước"...
Năm 1439, Nguyễn Trãi và bà xin về ẩn ở Côn Sơn, nhưng đến năm sau thì cả hai lại được nhà vua mời ra giúp việc nước. Năm 1441, trong Đại Việt sử ký toàn thư có chép việc liên quan đến bà như sau:
Mùa thu, tháng 3 năm Tân Dậu (1441)...Bắt giam hạng đàn bà ngỗ nghịch, đó là làm theo kế của Nguyễn Thị Lộ .
Nhưng chỉ một năm sau đó (1442), giữa lúc vợ chồng bà đang gánh vác việc nước thì tai họa bỗng đổ ập xuống.

### Bị gán tội chết
Lê Thái Tông vốn là người ham sắc, có nhiều phi tần, chỉ trong 2 năm sinh liền 4 hoàng tử. Các phi tần tranh chấp ngôi Thái tử cho con mình nên trong triều xảy ra xung đột.
Thái Tông truất Phi Dương Thị Bí và ngôi Thái tử của con bà là Lê Nghi Dân lên 2 tuổi, lập con của Thần phi Nguyễn Thị Anh là Lê Bang Cơ chưa đầy 1 tuổi làm Thái tử. Cùng lúc đó một bà vợ khác của Lê Thái Tông là Tiệp dư Ngô Thị Ngọc Dao lại sắp sinh, Nguyễn Thị Anh sợ đến lượt mẹ con mình bị phế nên tìm cách hại bà Ngọc Dao. Nguyễn Trãi cùng Nguyễn Thị Lộ và tìm cách cứu bà Ngọc Dao đem nuôi giấu, sau bà sinh được hoàng tử Tư Thành (tức vua Lê Thánh Tông sau này).
Ngày 27 tháng 7 âm lịch năm Nhâm Tuất (10 tháng 9 năm 1442), vua Lê Thái Tông đi tuần ở miền Đông, duyệt binh ở thành Chí Linh (Hải Dương). Nguyễn Trãi đón vua ngự ở chùa Côn Sơn, là nơi từng ở của mình.
Rời Côn Sơn để về lại Thăng Long, ngày 4 tháng 8 âm lịch (17 tháng 9 năm 1442) nhà vua và đoàn tùy tùng đến Lệ Chi Viên  (Gia Bình, Bắc Ninh). Theo sử cũ, thì nhà vua đã gian díu với Nguyễn Thị Lộ rồi băng hà (thời nay gọi là "thượng mã phong"). Liền sau đó, bà Lộ bị triều đình bắt giam và tra khảo.
Văn thần Phan Huy Chú chép: "Kịp khi kết tội, lâm hình. Thị Lộ chạy gieo mình xuống nước". Nhưng theo Nguyễn Cẩm Xuyên, vì "chịu không nổi cực hình, Nguyễn Thị Lộ phải khai nhận. Án được thi hành ngay: Nguyễn Thị Lộ bị bỏ vào cũi sắt dìm xuống sông cho chết".
Bị kết tội đồng chủ mưu giết vua, Nguyễn Trãi bị kết án tru di tam tộc. Ông và cả ba họ ông bị xử chém vào ngày 16 tháng 8 âm lịch năm Nhâm Tuất (29 tháng 9 năm 1442).

## Quan điểm của các sử gia xưa và nay
Thời Hậu Lê, sử thần Ngô Sĩ Liên viết:
Ngày 16, giết hành khiển Nguyễn Trãi và vợ là Nguyễn Thị Lộ, bắt tội đến ba họ. Trước đây, Nguyễn Thị Lộ ra vào cung cấm, Thái Tông trông thấy rất ưa, liền cợt nhả với thị. Đến đây, vua đi tuần về miền Đông, đến chơi nhà Trãi rồi bị bạo bệnh mà mất, cho nên Trãi bị tội ấy. Lời bàn: Nữ sắc làm hại người ta quá lắm. Thị Lộ chỉ là một người đàn bà thôi, Thái Tông yêu nó làm thân phải chết, Nguyễn Trãi lấy nó mà cả họ bị diệt, không đề phòng mà được ư? .
Quốc sử quán triều Nguyễn chép:
Trước, vợ lẽ của Nguyễn Trãi là Nguyễn Thị Lộ, đẹp người, hay chữ, Vua nghe tiếng, mời đến, phong làm Lễ Nghi học sĩ, ngày đêm hầu cận, nhân đó mà cợt nhả với Nguyễn Thị Lộ. Đến đây, vua đi tuần du phía Đông, xa giá qua về đến Lệ Chi Viên thì Vua mắc chứng sốt rét. Thị Lộ vào hầu suốt đêm. Nhà vua mất. Lời phê: Đời Lê Thái Tông, vua thì buông tuồng, bầy tôi thì chuyên quyền. (Nguyễn) Trãi nếu là người hiền, thì nên sớm liệu rút lui, ẩn náu tung tích để cho danh tiếng được toàn vẹn. Thế mà lại đi đón rước ngự giá, thả lỏng cho người vợ làm việc hoang dâm, vô liêm sỉ. Vậy thì cái vạ tru di cũng là tự (Nguyễn) Trãi chuốc lấy. Như thế sao được gọi là người hiền? 
Phan Huy Chú, văn thần thời Nguyễn, cũng đã viết trong sách Lịch triều hiến chương loại chí của mình như sau: 
Năm Nhâm Tuất (1442), ông (Nguyễn Trãi) 63 tuổi, vì có vợ tên là Nguyễn Thị Lộ vào hầu vua, dùng chất độc giết vua, triều đình kết án phải giết ba họ...Ông có văn chương mưu lược...làm công thần mở nước thứ nhất. Về già muốn an nhàn, không có ý tham luyến (địa vị), chỉ vì nghiệp báo của yêu nữ cuối cùng lụy đường công danh, bấy giờ ai cũng thương tiếc...
Trúc Khê tác giả cuốn Nguyễn Trãi (Nhà xuất bản Tân Dân, Hà Nội, 1940) viết: "Thị Lộ đã được gần vua khá lâu trước cuộc duyệt binh ở Chí Linh. Nàng được vời vào cung giữ việc dạy các cung nhân với chức Lễ nghi học sĩ. Rồi nhà vua đã say mê nàng. Nguyễn Trãi tuy biết việc này nhưng chỉ đành bấm bụng và Thị Lộ cũng không thể có thái độ nào khác là thụ động mối tình vương giả ấy. Nàng được lệnh về Côn Sơn để cùng Nguyễn Trãi lo việc đón tiếp sau đó nàng theo giá hoàn cung với nhà vua cùng một lúc". Trong Việt Sử toàn thư, Phạm Văn Sơn cũng đã kể lại rằng: "Ngày 4 tháng 8, ngự đạo về đến huyện Gia Định (nay là Gia Bình, Bắc Ninh), gặp trời tối phải nghỉ lại ở Lệ Chi Viên là một trại trồng vải, xưa kia là chốn ly cung cả các triều Lý, Trần. Đêm hôm ấy, nhành hoa thược dược được thấm nhuần cơn thuỵ vũ, rồi rạng ngày mồng 5, Thị Lộ trong màn ngự nhảy ra kêu thất thanh. Vua Thái tông lạnh dần. Ngự y dùng đủ mọi phương để cứu chữa nhưng vô hiệu (Bản điện tử, tr. 274)
Đề cập đến các đoạn sử trên, GS. Đinh Xuân Lâm viết: 
Đối với Nguyễn Thị Lộ thì thái độ của người chép sử ra sao? Rõ ràng đây là một thái độ không khách quan, thiên vị, có dụng ý...
Vì lẽ đó, nhiều cuộc khảo cứu và tọa đàm khoa học đã được tổ chức nhằm minh oan cho bà. Dựa vào những kết quả thu lượm được, một số nhà nghiên cứu, dưới sự chủ biên của nhà giáo Hoàng Đạo Chúc, đã biên soạn thành cuốn Lễ nghi học sĩ Nguyễn Thị Lộ với thảm án Lệ Chi Viên (xuất bản năm 2004). Trong đó, một số nhà khoa học đã chỉ rõ, thủ mưu của vụ thảm án Lệ Chi Viên là Hoàng hậu Nguyễn Thị Anh, vốn rất căm oán Nguyễn Trãi và Nguyễn Thị Lộ (hai người đã giúp bà phi Ngô Thị Ngọc Dao thoát khỏi âm mưu sát hại của bà). Sâu xa hơn, đó còn là sự ghen ghét, đố kỵ của một số không nhỏ quan lại trong triều lúc bấy giờ trước tài năng và tính tình cương trực của Nguyễn Trãi.
Về phần Nguyễn Thị Lộ, các nhà khoa học cũng đã đề xuất rằng: 
Cần có sự công khai chiêu tuyết (làm sáng tỏ nỗi oan) cho bà. Chế độ phong kiến cũ đã không làm được việc đó thì ngày nay chúng ta phải làm được việc đó thông qua việc nghiên cứu và biên soạn lịch sử dân tộc một cách trung thực và khoa học. Vì bà cũng là người tài hoa trong văn học, sắc sảo trong chính trị, chu đáo trong ứng xử và thủy chung trong tình nghĩa. Lớn lao hơn, bà còn là người đã dâng trọn cuộc đời phục vụ cho sự bền vững của vương triều Lê và sự phồn vinh của non sông Đại Việt.

## Vinh danh
Tháng 7 năm Giáp Thân (1464), Nguyễn Trãi được vua Lê Thánh Tông ban chiếu minh oan. Nhân cơ hội này, dân làng đã lập miếu thờ bà Nguyễn Thị Lộ, nay thuộc thôn Khuyến Lương phường Trần Phú, Quận Hoàng Mai, thành phố Hà Nội. 
Ngôi đền nằm cạnh đê sông Hồng, và cách đền thờ Nguyễn Trãi chừng 500m. Trong đền hiện nay có một bức tượng và một tấm tranh vẽ bà. Hằng năm, vào ngày 16 tháng 8 âm lịch dân làng đều tổ chức lễ giỗ trọng thể.
Ngoài ra, bà còn được thờ chung với Nguyễn Trãi ở xã Tân Lễ (huyện Hưng Hà, tỉnh Thái Bình) và Lệ Chi Viên, nơi xảy ra vụ án nổi tiếng.
Tên bà được đặt cho con đường dài khoảng 2.49 km ở Quận 1 và Quận 5, Thành phố Hồ Chí Minh.

## Di sản

### Bài thơ chiếu gon
Tương truyền một hôm Nguyễn Trãi gặp một cô gái bán chiếu trẻ đẹp, và ông đã xướng mấy câu thơ ghẹo:
Ả ở nơi nào, bán chiếu gon?
Chẳng hay chiếu ấy hết hay còn?
Xuân xanh nay độ bao nhiêu tuổi?
Đã có chồng chưa, được mấy con?
Không ngờ cô này cũng làm thơ họa lại:
Thiếp ở Tây Hồ bán chiếu gon,
Cớ chi ông hỏi hết hay còn?
Xuân xanh vừa độ trăng tròn lẻ
Chồng còn chưa có, hỏi chi con!
Nguyễn Trãi yêu sắc, phục tài bèn dò hỏi gia cảnh rồi cưới cô gái ấy (tức Nguyễn Thị Lộ) làm thiếp.
Trong sách Công Dư tiệp ký của Vũ Phương Đề (1679-?) có chép câu chuyện này. Tuy nhiên, đây chỉ là một câu chuyện tương truyền, không thể tra xét được.

### Truyền thuyết rắn báo oán
Một hôm, cha Nguyễn Trãi là Nguyễn Phi Khanh cho học trò phát cỏ trong vườn để làm chỗ dạy học. Đến đêm, ông nằm mơ thấy một người đàn bà dẫn bầy con dại tới xin thư thả ít hôm, vì bận con mọn nên chưa kịp dọn nhà. Đến khi học trò của ông phát cỏ, đập chết một bầy rắn con, lúc đó ông mới hiểu ra ý nghĩa giấc mơ... Đêm đó, lúc ông đọc sách thì có con rắn bò trên xà nhà nhỏ một giọt máu thấm vào chữ "tộc" ("họ") qua ba lớp giấy ứng với việc gia tộc ông sẽ bị hại đến ba họ. Ngày sau con rắn mẹ hóa ra bà Nguyễn Thị Lộ để làm hại ba đời nhà ông. 
Đến đời Nguyễn, trong Lịch triều hiến chương loại chí lại có thêm chi tiết: Con rắn thành tinh ngầm mang thù oán, mới đầu thai thành Thị Lộ. Nàng sinh ra dưới sườn có vảy...
Mặc dù câu chuyện được nhiều sách cũ chép đi chép lại, nhưng nhiều người tin rằng nó chỉ nhằm đổ tội cho Nguyễn Thị Lộ, giải thích nguyên nhân tiền định về cái chết của vua Lê Thái Tông và Nguyễn Trãi. Ngoài ra, nội dung truyện cũng chẳng có gì mới mẻ mà chỉ là mô phỏng từ các truyền thuyết xa xưa của Trung Quốc. Ngày nay, truyền thuyết này được coi chỉ là hư cấu.

### Trong văn học nghệ thuật
Vụ án Lệ Chi Viên từng được thể hiện trong nhiều tác phẩm văn học, như: Lễ nghi học sĩ Nguyễn Thị Lộ với thảm án Lệ Chi Viên của Hoàng Đạo Chúc (Nhà xuất bản. Văn hóa Thông tin, 2004), Trắng án Nguyễn Thị Lộ của Hoàng Quốc Hải (Nhà xuất bản. Phụ nữ, 2004), Nguyễn Thị Lộ, tiểu thuyết lịch sử của Hà Văn Thùy (Nhà xuất bản Văn học, 2007)...
Trong các tác phẩm được thể hiện trên sân khấu, có: vở cải lương Rạng ngọc Côn Sơn của Xuân Phong, vở chèo Oan khuất một thời của Lê Chức, vở kịch nói Bí mật Lệ Chi Viên của Hoàng Hữu Đản.
Ngoài ra còn có phim tài liệu Bí mật vụ án Lệ Chi Viên từng được chiếu trên VTV1.